# Латимор (Северна Каролина)
Латимор (енгл. Lattimore) град је у америчкој савезној држави Северна Каролина.

## Демографија
По попису из 2010. године број становника је 488, што је 69 (16,5%) становника више него 2000. године.
| Група             | 2000.       | 2010.       |
| Белци             | 406 (96,9%) | 449 (92,0%) |
| Афроамериканци    | 9 (2,1%)    | 15 (3,1%)   |
| Азијати           | 1 (0,2%)    | 3 (0,6%)    |
| Хиспаноамериканци | 2 (0,5%)    | 15 (3,1%)   |
| Укупно            | 419         | 488         |